# (7888) 1993 UC
1993 يو سي (ويعرف أيضًا باسم (7888) 1993 يو سي وفق تسمية الكوكب الصغير) (بالإنجليزية: 1993 UC)‏ هو كويكب ضمن حزام الكويكبات؛ وترتيبه 7888 من حيث الاكتشاف.
اكتُشف هذا الجُرم الفلكي بواسطة روبرت إتش ماكنوت في 20 أكتوبر 1993.

## وصلات خارجية
- (7888) 1993 UC في قاعدة بيانات مختبر الدفع النفاث لأجرام النظام الشمسي الصغيرة

- الاكتشاف · مخطط المدار ·  العناصر المدارية · المعلمات المادية

- (7888) 1993 UC على موقع ويكي سكاي: DSS2, SDSS, GALEX, IRAS, Hydrogen α, X-Ray, Astrophoto, Sky Map, Articles and images